# Будка железной дороги 372 км
Будка железной дороги 372 км — деревня в Кардымовском районе Смоленской области России. Входит в состав Шокинского сельского поселения.

## География
Расположена в центральной части области в 11 км к северу от Кардымова, в 6 км южнее автодороги М1 «Беларусь». В 1 км севернее деревни расположена железнодорожная станция Присельская на линии Москва — Минск.

## История
В годы Великой Отечественной войны местность была оккупирована гитлеровскими войсками в конце июля 1941 года и освобождена в сентябре 1943 года.

## Население
Население — 1 житель (2007 год) (учитывалось в составе деревни Будка железной дороги 372, 373 км).

## Инфраструктура
Путевое хозяйство Смоленского направления Московской железной дороги.

## Транспорт
Железнодорожный транспорт.